# Beinn Chabhair
A Beinn Chabhair (IPA: [pei̯ɲ ˈxavɪɾʲ]) egy skóciai hegycsúcs a Loch Lomondtól északra, az ún. Crianlarich-hegyek legdélebbi és legnyugatabbi tagja.

## Általános információk

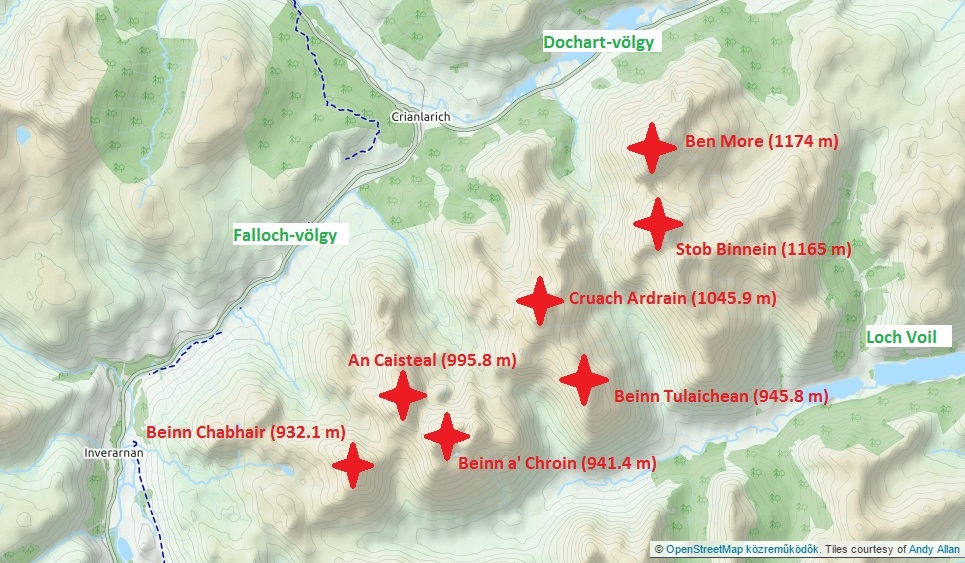
A Crianlarich-hegyek hét munrójának elhelyezkedése

A Crianlarich városáról elnevezett hegyek a Skót-felföld déli részéhez tartoznak, egy völgyekkel jól körülhatárolható területen helyezkednek el. Észak-északnyugatról az A82-es illetve A85-ös utak a Falloch-völgyben (Glen Falloch) és a Dochart-völgyben (Glen Dochart) haladnak, keletről az A84-es út az Ogle-völggyel (Glen Ogle), délről pedig a Loch Voil és Loch Doine kettőse zárja el. A hegység kelet-nyugati irányban kb. 25 kilométeren húzódik el, észak-déli kiterjedése maximum 7-8 kilométer, nyugati felén hét munro, vagyis 3000 láb (914.4 m) feletti hegy található, keleti oldalán alacsonyabb csúcsok vannak.
A Beinn Chabhair a nyugatra lévő munrók közül is a legdélebbi és legnyugatabbi, általában Inverarnan településéről közelítik meg, amely csak néhány kilométerre északra található a Loch Lomond legészakabbi pontjától. Az egész hegycsoport a Loch Lomond és Trossachs Nemzeti Park területén fekszik, közigazgatásilag pedig a Stirling központú megye területéhez tartoznak.
Nevének eredetére két verzió létezik, a chabhair szó vagy a gael cabar agancs vagy pedig a cabhar héja szavakra vezethető vissza. Az utóbbi lehetőség valószínűbb, így a hegy nevének jelentése a héja csúcsa.

## A túra leírása

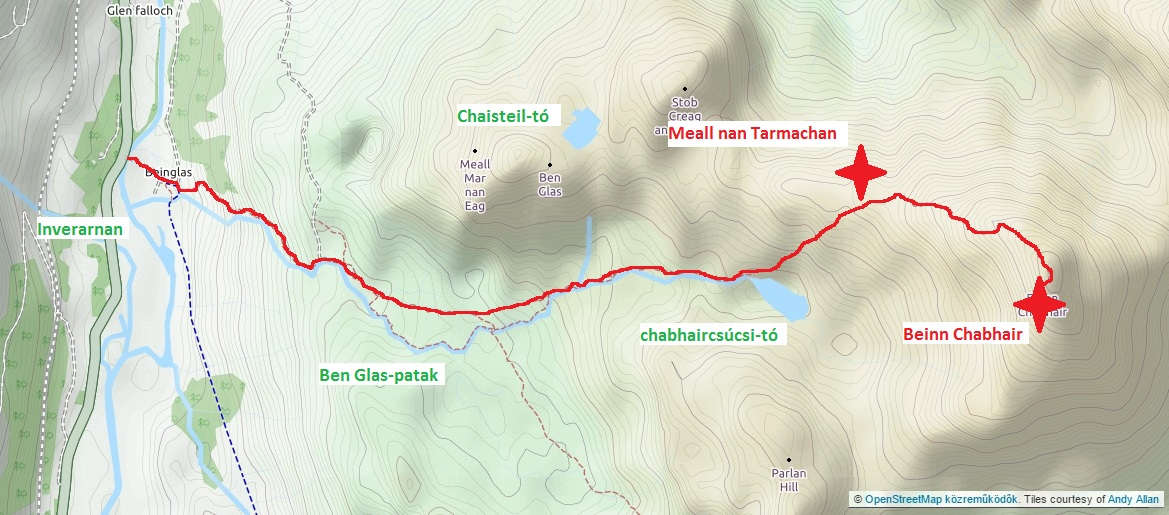
Piros: az Inverarnanból a Beinn Chabhair csúcsára vezető útvonal

A Beinn Chabhair csúcsa könnyen elérhető a Loch Lomondtól északra található Inverarnan településéről. Innen kelet felé haladva először fel kell kapaszkodni egy fennsíkra, amely egyenletesen emelkedik a Ben Glas-patak völgyében a chabhaircsúcsi-tóig. A völgyet északi oldalról a Meall Mor nan Eag (624 m) sziklái szegélyezik. A tó felől északkeleti irányban haladva lehet elérni a Meall nan Tarmachan (719 m) oldalát, ahonnan hepehupás terep vezet a Beinn Chabhair csúcsára.
A kilátás elsősorban észak-északkeleti irányban a legjobb, az An Caisteal csúcsát a mély, hosszan elnyúló Chuilinn-völgy (Coire a' Chuilinn) választja el a hegytől, az An Caistealtől jobbra pedig a Beinn a' Chroin látható. Bár az itt lévő hét munrót egy nap alatt is meg lehet látogatni, ez csak az edzettebbek számára ajánlott, és csak a hosszú nyári nappalokon. Alternatív útvonalként le lehet ereszkedni a Meall nan Tarmachan csúcsán keresztül az északnyugati gerincen a Ben Glas mellett található Chaisteal-tóig, bár ez az út sokkal sziklásabb, és figyelmesebb navigációt követel.